# قمره
قمره یک منطقهٔ مسکونی در الجزایر است که در ناحیه قمار واقع شده‌است. قمره ۵۸ متر بالاتر از سطح دریا واقع شده‌است.